# سید جلال عبدی
سید جلال عبدی (زادهٔ ۵ دی ۱۳۷۲ در ساری)؛ بازیکن فوتبال اهل ایران است که در پست مدافع برای باشگاه فوتبال پالایش نفت بندرعباس بازی می‌کند.

## زندگی‌نامه
عبدی در روستای اسفندان از توابع شهرستان ساری متولد شد. فوتبال را از پدیده ساری و در ۱۳ سالگی آغاز کرد. پس از آن به جوانان تراکتورسازی پیوست و به مدت سه سال در آنجا بازی کرد و پس از آن در رده بزرگسالان یک سال درتیم سنگ آهن بافق به مربیگری فیروز کریمی و افشین پیروانی و یک سال در فولاد یزد به مربیگری مهدی دینورزاده و مجیدباقرنیا در لیگ یک کشور بازی کرد. در سال ۱۳۹۳ و با تیم نفت مسجدسلیمان به لیگ برتر وارد شد و پس از یک سال به استقلال خوزستان رفت و زیر نظر عبدالله ویسی بازی کرد و خوش درخشید تا در نهایت به همراه تیم استقلال خوزستان قهرمان پانزدهمین دوره لیگ برتر فوتبال ایران شود. با آغاز فصل ۹۶–۹۵ در استقلال خوزستان ماند اما در میانه راه به دلیل مشکلات مالی این باشگاه از آن جدا شد و به تیم سپاهان اصفهان پیوست تا زیر نظر مربی سال پیش خود به فوتبالش ادامه دهد.